# Anamaria Vartolomei
Anamaria Vartolomei (Bákó, 1999. április 9. –) César-díjas Párizsban élő román színésznő.

## Élete
Párizsban él, ahol iskolába is járt. 2011 -ben gyermekszínésznőként debütált a My Little Princess című filmben, a címszerepben.

## Filmjei
| Év   | Eredeti cím                 | Magyar cím                | Szerep                                                 | Jegyzések                                                                          |
| ---- | --------------------------- | ------------------------- | ------------------------------------------------------ | ---------------------------------------------------------------------------------- |
| 2011 | My Little Princess          | Az én kicsi hercegnőm     | Violetta Giurgiu                                       |                                                                                    |
| 2014 | Jacky au royaume des filles |                           | Zonia                                                  |                                                                                    |
| 2014 | C comme Couteau             |                           | Bianca                                                 | rövidfilm                                                                          |
| 2015 | The Second Shore            |                           | Anamaria                                               | rövidfilm                                                                          |
| 2016 | My revolution               |                           | Sygrid                                                 |                                                                                    |
| 2016 | The Ideal                   |                           | Lena                                                   |                                                                                    |
| 2016 | Éternité                    |                           | Margaux (17-19 éves)                                   |                                                                                    |
| 2017 | Le Semeur                   |                           | Joséphine                                              |                                                                                    |
| 2017 | L'échange des princesses    | A királyi játszmák        | Orléans-i Lujza Erzsébet (Mademoiselle de Montpensier) | [ 6 ]                                                                              |
| 2019 | Poseur                      |                           |                                                        | rövidfilm                                                                          |
| 2019 | Sororal                     |                           | Emilie                                                 | rövidfilm                                                                          |
| 2019 | Just Kids                   |                           | Lisa Certy                                             |                                                                                    |
| 2020 | La bonne épouse             | Hogyan legyél jó feleség? | Albane Des-deux-Ponts                                  |                                                                                    |
| 2021 | L'Événement                 | Esemény                   | Anne Duchesne                                          | César-díj a legígéretesebb fiatal színésznőnek Lumières-díj a legjobb színésznőnek |
| 2022 | Méduse                      |                           | Clémence                                               |                                                                                    |
| 2024 | L'Empire                    | A birodalom               | Jane de Baecque                                        |                                                                                    |
| 2024 | Maria                       |                           | Maria Schneider                                        | [ 7 ]                                                                              |
| 2024 | Le Comte de Monte-Cristo    | Monte Cristo grófja       | Haydée                                                 |                                                                                    |
| 2025 | Mickey 17                   | Mickey 17                 | Kai Katz                                               |                                                                                    |

## Fordítás
- Ez a szócikk részben vagy egészben  az   Anamaria Vartolomei című német Wikipédia-szócikk fordításán alapul.  Az eredeti cikk szerkesztőit annak laptörténete sorolja fel. Ez a jelzés csupán a megfogalmazás eredetét és a szerzői jogokat jelzi, nem szolgál a cikkben szereplő információk forrásmegjelöléseként.
- Ez a szócikk részben vagy egészben  az   Anamaria Vartolomei című angol Wikipédia-szócikk fordításán alapul.  Az eredeti cikk szerkesztőit annak laptörténete sorolja fel. Ez a jelzés csupán a megfogalmazás eredetét és a szerzői jogokat jelzi, nem szolgál a cikkben szereplő információk forrásmegjelöléseként.